# Episodi de I ragazzi della prateria (prima stagione)
La prima stagione della serie televisiva I ragazzi della prateria è stata trasmessa in anteprima negli Stati Uniti d'America dalla ABC tra il 20 settembre 1989 e il 14 maggio 1990.
| nº | Titolo originale          | Titolo italiano | Prima TV USA      | Prima TV Italia |
| -- | ------------------------- | --------------- | ----------------- | --------------- |
| 1  | The Kid                   |                 | 20 settembre 1989 |                 |
| 2  | Gunfighter                |                 | 21 settembre 1989 |                 |
| 3  | Home of the Brave         |                 | 28 settembre 1989 |                 |
| 4  | Speak No Evil             |                 | 5 ottobre 1989    |                 |
| 5  | Bad Blood                 |                 | 12 ottobre 1989   |                 |
| 6  | Black Ulysses             |                 | 26 ottobre 1989   |                 |
| 7  | Ten-Cent Hero             |                 | 2 novembre 1989   |                 |
| 8  | False Colors              |                 | 9 novembre 1989   |                 |
| 9  | A Good Day to Die         |                 | 16 novembre 1989  |                 |
| 10 | End of Innocence          |                 | 30 novembre 1989  |                 |
| 11 | Blind Love                |                 | 7 dicembre 1989   |                 |
| 12 | The Keepsake              |                 | 14 dicembre 1989  |                 |
| 13 | Fall from Grace           |                 | 4 gennaio 1990    |                 |
| 14 | Hard Time                 |                 | 11 gennaio 1990   |                 |
| 15 | Lady for a Night          |                 | 18 gennaio 1990   |                 |
| 16 | Unfinished Business       |                 | 1º febbraio 1990  |                 |
| 17 | Decoy                     |                 | 8 febbraio 1990   |                 |
| 18 | Daddy's Girl              |                 | 15 febbraio 1990  |                 |
| 19 | Bull Dog                  |                 | 22 febbraio 1990  |                 |
| 20 | Matched Pair              |                 | 8 marzo 1990      |                 |
| 21 | Man Behind the Badge      |                 | 22 marzo 1990     |                 |
| 22 | Then There Was One        |                 | 5 aprile 1990     |                 |
| 23 | Gathering Clouds (Part 1) |                 | 7 maggio 1990     |                 |
| 24 | Gathering Clouds (Part 2) |                 | 14 maggio 1990    |                 |